# Jean Boffety
Jean Boffety est un chef opérateur français, né le 7 juin 1925 à Chantelle et mort le 25 juin 1988 à Paris 14e.

## Biographie
Collaborateur fidèle de Robert Enrico (Les Grandes Gueules, Les Aventuriers), Pierre Étaix (Yoyo) puis Claude Sautet (Les Choses de la vie, César et Rosalie , Vincent, François, Paul... et les autres ), Jean Boffety côtoya au cours de sa carrière de nombreux réalisateurs aussi renommés que dissemblables comme les célébrités internationales Vittorio De Sica (Un monde nouveau) et Robert Altman (Nous sommes tous des voleurs), le formaliste Alain Resnais (Je t'aime, je t'aime), le politisé Yves Boisset (Folle à tuer), le représentant du réalisme poétique Yves Allégret (Mords pas, on t'aime), l'intimiste Claude Goretta (La Dentellière), les réalisateurs à succès populaire comme Claude Pinoteau (L'Homme en colère), Robert Hossein (Les Yeux cernés), Claude Lelouch (Les Uns et les autres), Jacques Deray (Un papillon sur l'épaule) et Jean Girault (Le Gendarme et les Gendarmettes) ainsi que les comédiens-cinéastes Jean Yanne (Tout le monde il est beau, tout le monde il est gentil ) et Pierre Richard (Les Malheurs d'Alfred).
Reconnu pour son esprit technique inventif, Jean Boffety signe une image sophistiquée, légèrement moins marquée par la Nouvelle Vague que ses contemporains, maîtrisant cependant la caméra à l'épaule avec habilité.
Il est le père de l'opérateur de documentaire Pierre Boffety.

## Filmographie
- 1960 : Le Propre de l'homme de Claude Lelouch
- 1961 : Thaumetopoea, la vie des chenilles processionnaires du pin et leur extermination contrôlée de  Robert Enrico (court-métrage)
- 1962 : Chickamauga de Robert Enrico (court-métrage)
- 1962 : La Rivière du hibou de Robert Enrico (Palme d'or du court-métrage 1962)
- 1963 : La Belle vie de Robert Enrico
- 1963 : Au cœur de la vie de Robert Enrico
- 1964 : Contre point de Robert Enrico
- 1964 : La Mort d'un tueur de Robert Hossein
- 1964 : Les Yeux cernés de Robert Hossein
- 1965 : Le Dernier matin d'Alexandre Pouchkine de Maurice Fasquel (court-métrage)
- 1965 : Yoyo (film) de Pierre Étaix
- 1966 : Qui êtes-vous, Polly Maggoo ? de William Klein
- 1966 : Tant qu'on a la santé de Pierre Étaix
- 1966 : Un monde nouveau de Vittorio De Sica
- 1966 : Avec la peau des autres de Jacques Deray
- 1966 : Les Grandes Gueules de Robert Enrico
- 1967 : Vivre la nuit de Marcel Camus
- 1967 : Les Pâtres du désordre (Voskoi, Oi) de Nikos Papatakis
- 1967 : Les Aventuriers de Robert Enrico
- 1967 : Loin du Vietnam
- 1967 : Le 13ème caprice de Roger Boussinot
- 1968 : Tante Zita de Robert Enrico
- 1968 : Je t'aime, je t'aime de Alain Resnais
- 1968 : Ho! de Robert Enrico
- 1969 : Le Grand Amour de Pierre Étaix
- 1970 : Les Choses de la vie de Claude Sautet
- 1970 : Acte du cœur (Act of the Heart) de Paul Almond
- 1971 : Un peu, beaucoup, passionnément... de Robert Enrico
- 1970 : Les Enquêtes du commissaire Maigret de Claude Barma, épisode : Maigret TV
- 1971 : Le Saut de l'ange de Yves Boisset
- 1971 : Boulevard du rhum de Robert Enrico
- 1972 : Les Malheurs d'Alfred de Pierre Richard
- 1972 : Tout le monde il est beau, tout le monde il est gentil de Jean Yanne
- 1972 : Détour (Journey) de Paul Almond
- 1972 : César et Rosalie de Claude Sautet
- 1972 : Les Caïds de Robert Enrico
- 1973 : L'École sauvage de Costa Natsis et Adam Pianko
- 1973 : Moi y'en a vouloir des sous de Jean Yanne
- 1974 : Nous sommes tous des voleurs (Thieves Like Us) de Robert Altman
- 1974 : Les Chinois à Paris de Jean Yanne
- 1974 : Les Bicots-nègres, vos voisins de Med Hondo
- 1974 : Vincent, François, Paul... et les autres de Claude Sautet
- 1975 : Pauvre Sonia de Dominique Maillet (court-métrage)
- 1975 : Folle à tuer de Yves Boisset
- 1975 : Les Noces de porcelaine de Roger Coggio
- 1975 : Eliza's Horoscope de Gordon Sheppard
- 1976 : Enfin de Daniel Jouanisson (court-métrage)
- 1976 : Mords pas, on t'aime de Yves Allégret
- 1976 : Mado de Claude Sautet
- 1977 : Quintet de Robert Altman
- 1977 : La Dentellière de Claude Goretta
- 1978 : Les Seize ans de Jérémy Millet de Dominique Maillet (court-métrage)
- 1978 : Un papillon sur l'épaule de Jacques Deray
- 1978 : Lulu de Marcel Bluwal (TV)
- 1978 : Une histoire simple de Claude Sautet
- 1979 : Dizengoff 99 de Avi Nesher
- 1979 : L'Homme en colère de Claude Pinoteau
- 1979 : Le Pull-over rouge de Michel Drach
- 1980 : La Tour Eiffel en otage (The Hostage Tower ) de Claudio Guzmán (TV)
- 1980 : Un mauvais fils de Claude Sautet
- 1981 : Et il voulut être une femme de Michel Ricaud
- 1981 : Les Uns et les autres de Claude Lelouch
- 1981 : Croque la vie de Jean Charles Tacchella
- 1982 : Espion, lève-toi de Yves Boisset
- 1982 : Sur mesure (By Design) de Claude Jutra
- 1982 : Le Gendarme et les Gendarmettes de Jean Girault et Tony Aboyantz
- 1983 : Édith et Marcel de Claude Lelouch
- 1983 : Les Uns et les autres de Claude Lelouch (feuilleton TV)
- 1983 : Garçon ! de Claude Sautet
- 1984 : L'Aide-mémoire de Pierre Boutron (TV)
- 1984 : Canicule de Yves Boisset
- 1985 : Folie suisse de Christine Lipinska
- 1986 : Mort un dimanche de pluie de Joël Santoni
- 1988 : Doux amer de Franck Apprederis
- 1988 : Makom L'yad Hayam de Raphaël Rebibo

## Récompenses et nominations
- 1979 : nomination au César de la meilleure photographie pour Une histoire simple de Claude Sautet.